# لاري تاونسند (سياسي)
لاري تاونسند هو سياسي أمريكي، ولد في 10 يونيو 1947، وتوفي في 29 يونيو 2013 بسبب سرطان. نشط حزبياً في الحزب الديمقراطي. وقد انتخب عضو مجلس نواب فيرمونت ‏.